# آيت حدو (آيت حدو آيت خالد)
آيت حدو هو دُوَّار يقع بجماعة مجمع الطلبة، إقليم الخميسات، جهة الرباط سلا القنيطرة في المملكة المغربية. ينتمي الدوّار لمشيخة آيت حدو آيت خالد التي تضم 3 دواوير. يقدر عدد سكانه بـ 3358 نسمة حسب الإحصاء الرسمي للسكان والسكنى لسنة 2004.

## وصلات خارجية
- البوابة الوطنية للجماعات الترابية
- المندوبية السامية للتخطيط